# Neil Lyndon
Neil Alexander Lyndon (nacido Neil Alexander Barnacle; 12 de septiembre de 1946) es un periodista y escritor británico. Ha escrito para The Sunday Times, The Times, The Independent, el Evening Standard, el Daily Mail y The Telegraph.
Lyndon es conocido por su libro No More Sex War: The Failures of Feminism publicado en 1992, que el autor presentó como "la primera crítica igualitaria, progresista y no sexista del mundo al feminismo en sus propios términos", concitó atención y debates.

## Primeros años de vida
Nacido en 1946, Lyndon creció en el Weald, Sussex, una zona rural, y entre 1958 y 1962 asistió a la escuela Collyer's de Horsham. En 1962, su padre quebró y fue condenado a tres años de prisión por fraude y malversación, dejando a la familia sin dinero. La madre de Lyndon cambió entonces el nombre de la familia por su apellido de soltera y él se trasladó a la Gillingham School, donde se enfrentó a tener que dejar el colegio para conseguir un trabajo tras completar sus O-levels debido a la situación financiera de la familia. En su lugar, su tutor Frank Hodgson pagó a la familia para que Lyndon pudiera completar sus niveles A. Lyndon se convirtió en el director de la escuela y más tarde creó el Frank Hodgson Trust para la escuela, proporcionando un apoyo financiero similar a los estudiantes de sexto curso. Una de las diez casas del colegio también lleva el nombre de Lyndon. En su adolescencia se interesó por las causas progresistas y se unió a la Liga de Jóvenes Comunistas de Gran Bretaña y a la Campaña para el Desarme Nuclear.
Según un artículo de periódico escrito por Lyndon, en 1965 se convirtió en el primer estudiante de una escuela integral en obtener una plaza incondicional en la Universidad de Cambridge, donde asistió al Queens' College. En la universidad aceptó un trabajo en un depósito de chatarra y más tarde en ingeniería ligera. Rápidamente se involucró en la política radical de izquierda en Cambridge. Participó en muchas manifestaciones y sentadas y, tras su graduación, fue cofundador de The Shilling Paper, un semanario radical. En 1969 entró en el consejo de redacción del periódico clandestino The Black Dwarf. Años más tarde, en 2007, escribió en The Sunday Times que se avergonzaba de haber "brindado alguna vez por asesinos en masa, torturadores y déspotas totalitarios", sobre todo porque tenía parientes lejanos en Checoslovaquia.

## Carrera profesional
En la década de 1970, Lyndon trabajó en varias divisiones de la BBC, incluso para su revista The Listener.
En la década de 1980, Lyndon fue periodista y escribió para la columna "Atticus" de The Sunday Times, así como para The Times, The Independent y el Evening Standard, entre otros. Escribió columnas, perfiles y artículos de fondo sobre una gran variedad de temas, como política, deporte, música y libros. Lyndon también hizo apariciones en televisión, incluso como invitado en un famoso episodio del programa After Dark del Channel 4.

## Sobre cuestiones de género
Lyndon se centró por primera vez en las cuestiones de género en un ensayo de 1990 para The Sunday Times Magazine titulado "Bad Mouthing". El artículo, de 5.000 palabras, argumentaba que, en la publicidad, el entretenimiento, los medios de comunicación, el derecho de familia, la educación y la investigación sanitaria, "una atmósfera de intolerancia rodeaba a los hombres", achacando esta intolerancia al "dominio universal del feminismo". Lyndon concluía el artículo afirmando:

«Para que las relaciones entre los hombres, las mujeres y los niños mejoren, las actitudes hacia los hombres y la virilidad deben cambiar. No sería un mal comienzo que los hombres dejaran de ser el blanco de prejuicios casuales expresados en hábitos de habla poco inteligentes. Pero la tarea más importante a la que se enfrentan nuestros legisladores debe ser la de eliminar algunas de las desventajas sistémicas de la vida de los hombres para mejorar su posición en la familia y en la sociedad en general. Hay un sentido en el que los hombres, como grupo y en su conjunto, pueden ser descritos como una clase en Gran Bretaña: en una serie de formas vitales son ciudadanos de segunda clase».

Más tarde se supo que las redactoras de The Times supuestamente habían intentado sin éxito que se censurara el artículo de Lyndon, por lo que las mujeres escribieron en su lugar un artículo despectivo sobre Lyndon en la sección "Style" del Sunday Times Magazine.

### LibroNo More Sex War
Al siguiente año escribió No More Sex War: The Failures of Feminism, en el cual desarrolló sobre esta temática.
La obra recibió una gran atención en los medios de comunicación, algunos de ellos hostiles y abusivos, vilipendiando a Lyndon.
En lugar de abordar las cuestiones y los argumentos planteados por Lyndon, muchos críticos optaron por realizar ataques personales verbales. Sugirieron que era sexualmente inadecuado, cuestionaron el tamaño de su pene, su masculinidad, su capacidad para atraer a las mujeres e incluso el olor de su aliento. Casi dos décadas después, la escritora feminista Julie Burchill continuó con los ataques personales verbales, sugiriendo que era un "saco triste" y "lo contrario de un hombre". Según Lyndon, en una de las reseñas de libros del año, Helena Kennedy se negó a hablar siquiera de la publicación, limitándose a indicar a la gente que no la comprara.
El libro vendió pocos ejemplares y el trabajo periodístico de Lyndon se agotó. En agosto de 1992 se declaró en bancarrota. Antes de la publicación de No More Sex War, el matrimonio de Lyndon se había roto y su mujer se había llevado a su hijo a Escocia, donde, según Lyndon, obtuvo una orden de custodia sin que Lyndon supiera que el caso estaba en marcha. También según Lyndon, en el posterior divorcio, su notoriedad mediática fue utilizada en su contra en los tribunales, y perdió todo el acceso a su hijo. Reconstruyó su carrera periodística durante la década de 1990, y posteriormente se reunió con su hijo, que vivió con él en Escocia antes de ir a la universidad. Lyndon también afirmó haber sido agredido en el aeropuerto de Heathrow a causa de su libro. Afirmó en el año 2000 que en la Universidad de Cambridge, su alma mater, un presidente de la Cambridge Union Society animó a sus miembros a quemar sus escritos, y que un don de la universidad dijo a su alumnado que le gustaría verle fusilado.
Ocho años después de la polémica, Lyndon retomó algunos de los temas de su libro y habló de su historia. Destacó los problemas relacionados con "el tratamiento de los disidentes en lo que se supone que es una sociedad abierta". Aunque no comparó su situación con el caso coetáneo de Salman Rushdie, sugirió que era "paradójico que muchas de las personas que defendieron el derecho de Rushdie a escribir lo que quisiera fueran tan censuradoras y destructivas al querer limitar mi libertad de hacer lo mismo".

## Vida personal
Lyndon se casó con su primera esposa Monica Foot en 1971 y se divorciaron cinco años después. Se casó con su segunda esposa, Deirdre en 1977, con la que tuvo un hijo y ganó un hijastro. Tras su separación de Deirdre, ella secuestró a su hijo y se lo llevó a Escocia, y se le negó el acceso a su hijo durante dos años y medio. Finalmente, a los 15 años, el hijo de Lyndon huyó de su madre alcohólica para vivir con su padre.
Se casó con su tercera esposa, Linda, una profesora. Tienen dos hijas y viven en Fife, Escocia.

## Obra

### Libros
- Hammer, Armand; Lyndon, Neil (1987). Hammer (en inglés). G.P. Putnam's Sons. ISBN 9780399132759.
- Lyndon, Neil (1992). No More Sex War: The Failures of Feminism (en inglés). Sinclair-Stevenson Ltd. ISBN 978-1-85619-191-3.
- Lyndon, Neil (1998). A Boyhood in the Weald (en inglés). Pomegranate Press. ISBN 978-0-9519876-8-1.
- Lyndon, Neil (2014). Sexual Impolitics: Heresies on sex, gender and feminism (en inglés).

### Otras publicaciones
- Men of Respect (anteriormente Hail to the Chief), un musical sobre América entre las tomas de posesión del poder de John F. Kennedy y Richard Nixon, coescritos por Lyndon.[35]